# 孙大光 (1971年)
孙大光（1971年12月—），男，汉族，辽宁盖州人，中国共产党党员，中华人民共和国政治人物。现任陕西省委常委、宣传部部长。

## 生平
孙大光毕业于沈阳农业大学农业经济管理专业。2001年取得中国社会科学院研究生院农业经济管理专业经济学博士学位。
曾任广西壮族自治区农垦局副局长，中共梧州市委常委、梧州市人民政府副市长，中共北海市委常委、北海市人民政府副市长。
2013年2月任中共广西壮族自治区崇左市委副书记、崇左市人民政府市长。
2017年12月，任中共广西壮族自治区党委宣传部常务副部长。
2021年4月，任南宁市人民政府市长。同年11月，任中共广西壮族自治区党委常委、宣传部部长。
2023年3月，转任中共陕西省委常委，宣传部部长。